# Lubsza (Woiwodschaft Opole)

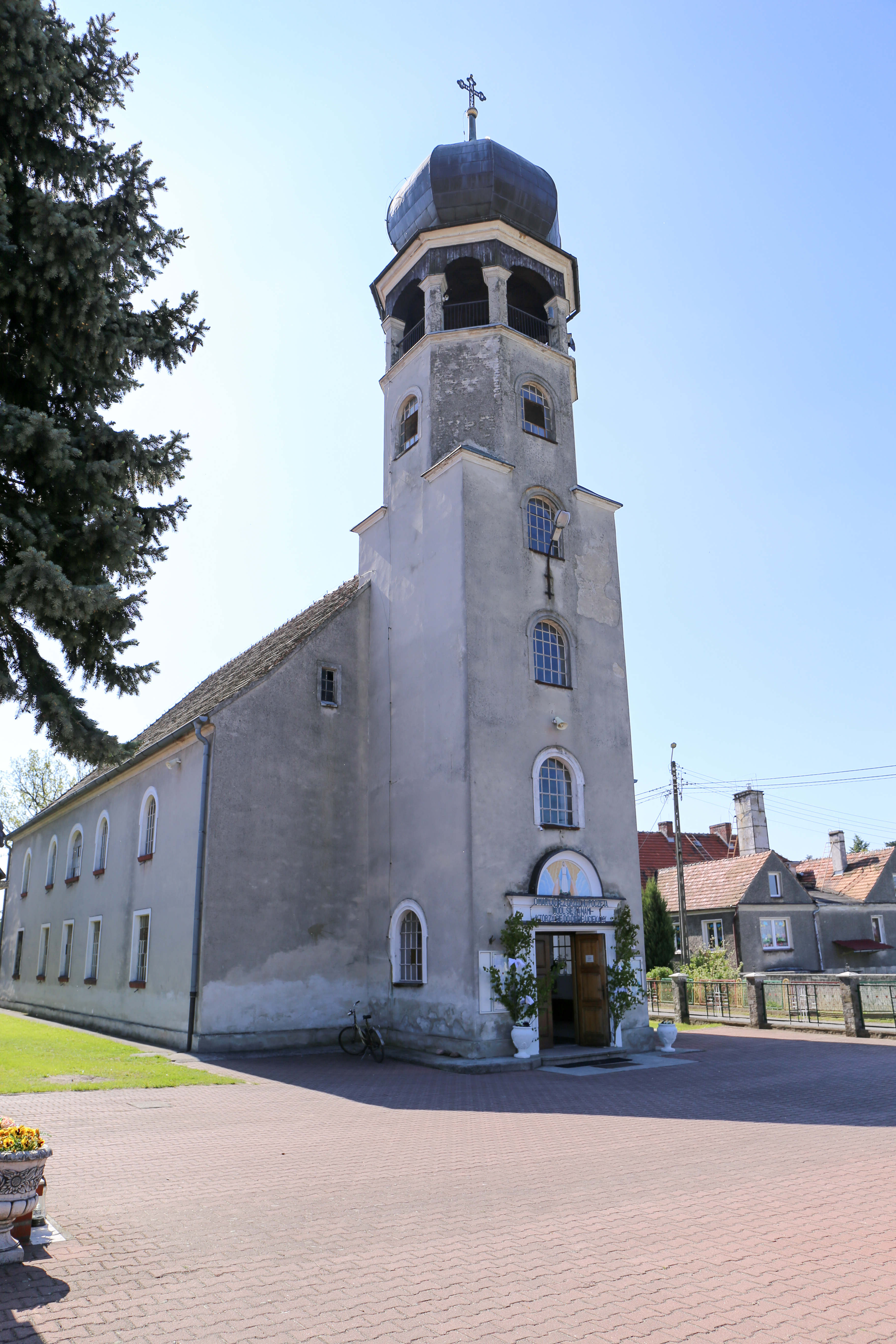
Marienkirche

Lubsza (deutsch: Leubusch, schlesisch Leupusch) ist ein Dorf in der Landgemeinde Lubsza im Powiat Brzeski (Kreis Brieg) der Woiwodschaft Opole in Polen. 

## Geographie
Lubsza liegt rund acht Kilometer nordwestlich von Brzeg (Brieg) und rund 50 Kilometer nordwestlich von Opole (Oppeln) in der Schlesischen Tiefebene. Etwa vier Kilometer westlich liegt die Grenze zur Woiwodschaft Niederschlesien. Durch den Ort verläuft die  Landstraße 39. Nördlich liegt das Naturschutzgebiet Rezerwat przyrody Lubsza.
Nachbarorte von Lubsza sind im Südosten Lubicz (Neu-Leubusch), im Süden Pisarzowice (Schreibendorf), im Südwesten Myśliborzyce (Luisental) und Szydłowice (Scheidelwitz) und im Nordwesten Dobrzyń (Groß Döbern).

## Geschichte
Der Ort, dessen Name sich vermutlich vom slawischen Namen „Lubiesz“ herleitet, war schon in der Steinzeit besiedelt. Seit dem 13. Jahrhundert bestand er aus zwei Dörfern: Klein-Leubusch im Westen und Groß-Leubusch im Osten. In den folgenden Jahrhunderten taucht der Dorfname sowohl in der deutschen als auch polnischen Form als Klein- und Groß-Leubisch, Lubisch, Leubusch oder Lubies auf.
1264 verkaufte Herzog Heinrich III. den ausgedehnten Leubuscher Wald der Stadt Brieg. Dies wurde 1292 von seinem Schwager, dem Breslauer Herzog Heinrich V. bestätigt, ebenso 1328 durch den Brieger Herzog Boleslaus III. Mit der Gründung des Herzogtums Brieg 1311 gelangten beide Dörfer an dieses, jedoch wurde Groß-Leubusch schon 1333 an den Stadtrat von Brieg verkauft. Im Laufe der Zeit entwickelten sich Grenzkonflikte zwischen der Stadt und den Brieger Herzögen um den genauen Verlauf der Grenze.
Leubusch, auf dem rechten Oderufer gelegen, behielt über Jahrhunderte die polnische Sprache bei. Noch zu Beginn des 19. Jahrhunderts baten die Bewohner von Klein- und Groß-Leubusch um Entsendung eines polnischsprachigen evangelischen Pfarrers.
Nach dem Ersten Schlesischen Krieg 1742 fiel Leubusch zusammen mit dem größten Teil Schlesiens an Preußen. Nach der Neugliederung Preußens gehörte es ab 1815 zur Provinz Schlesien und war ab 1816 dem Landkreis Brieg eingegliedert, mit dem es bis 1945 verbunden blieb. Ab 1874 gehörte die Landgemeinde Leubusch zusammen mit weiteren Orten zum Amtsbezirk Leubusch. 1929 wurden Groß- und Klein-Leubusch zu einer Landgemeinde Leubusch zusammengelegt.
Als Folge des Zweiten Weltkriegs fiel Leubusch wie fast ganz Schlesien 1945 an Polen und wurde in Lubsza umbenannt. Die deutsche Bevölkerung wurde, soweit sie nicht vorher geflohen war, weitgehend vertrieben. Die neu angesiedelten Bewohner waren zum Teil Heimatvertriebene aus Ostpolen. Die um das Jahr 1707 erbaute katholische Kirche wurde im Zweiten Weltkrieg bei Kampfhandlungen im Januar 1945 beschädigt und nach 1954 abgetragen.

## Sehenswürdigkeiten
- Die im Jahr 1822 erbaute evangelische Kirche in Klein-Leubusch dient heute als römisch-katholische Pfarrkirche; sie ist dem Fest Mariä Heimsuchung gewidmet. Das Fachwerk wurde im frühen 20. Jahrhundert durch Mauerwerk ersetzt und zugleich ein Turm angebaut.
- Herrenhaus (Haus Nr. 6) aus der Mitte des 19. Jahrhunderts[3]